# Ashur-nadin-apli
Aššur-nādin-apli (en acadio: «Aššur ha concedido un hijo») fue un rey asirio que gobernó durante unos pocos años (1208-1204 a. C.) a la muerte de su padre, Tukulti-Ninurta I.
No se sabe exactamente la razón por la cual Aššur-nādin-apli ascendió al trono, ya que fue su hermano, Aššur-nasir-pal, el que cercó a su padre en su nueva capital, Kar-Tukulti-Ninurta, y muy probablemente acabó con su vida. Tampoco se conoce nada acerca de su reinado, excepto que fue sucedido por el hijo de Aššur-nasir-pal, su sobrino Aššur-nirari III.
Por esta época Asiria conoce una rápida decadencia, como protectorado de Babilonia.